# JCSAT-12
O JCSAT-12 (também conhecido por JCSAT-RA) é um satélite de comunicação geoestacionário japonês construído pela Lockheed Martin, ele está localizado na posição orbital de 128 graus de longitude leste e é operado pela SKY Perfect JSAT Corporation. O satélite foi baseado na plataforma A2100AXS e sua vida útil estimada é de 15 anos.

## História
A JSAT Corporation do Japão ordenou a Lockheed Martin para construir o satélite JCSAT-12 como um substituto para a perda do JCSAT-11, no mesmo dia do lançamento fracassado. O JCSAT-11 foi perdida após uma falha no veículo lançador Proton-M/Briz-M em 2007. Depois de se tornar operacional, o satélite JCSAT-12 passou a ser referido pela designação JCSAT-RA.

## Lançamento
O satélite foi lançado ao espaço com sucesso no dia 21 de agosto de 2009, às 22:09 UTC, por meio de um veículo Ariane-5ECA, lançado a partir do Centro Espacial de Kourou, na Guiana Francesa, juntamente com o satélite Optus D3. Ele tinha uma massa de lançamento de 4.500 kg.

## Capacidade e cobertura
O JCSAT-12 é equipado com 30 transponders em Banda Ku de alta potência e 12 em banda C de média potência para fornecer serviços de telecomunicações que cobre o Japão, a região da Ásia-Pacífico e Havaí.